# Palazzo del Viminale

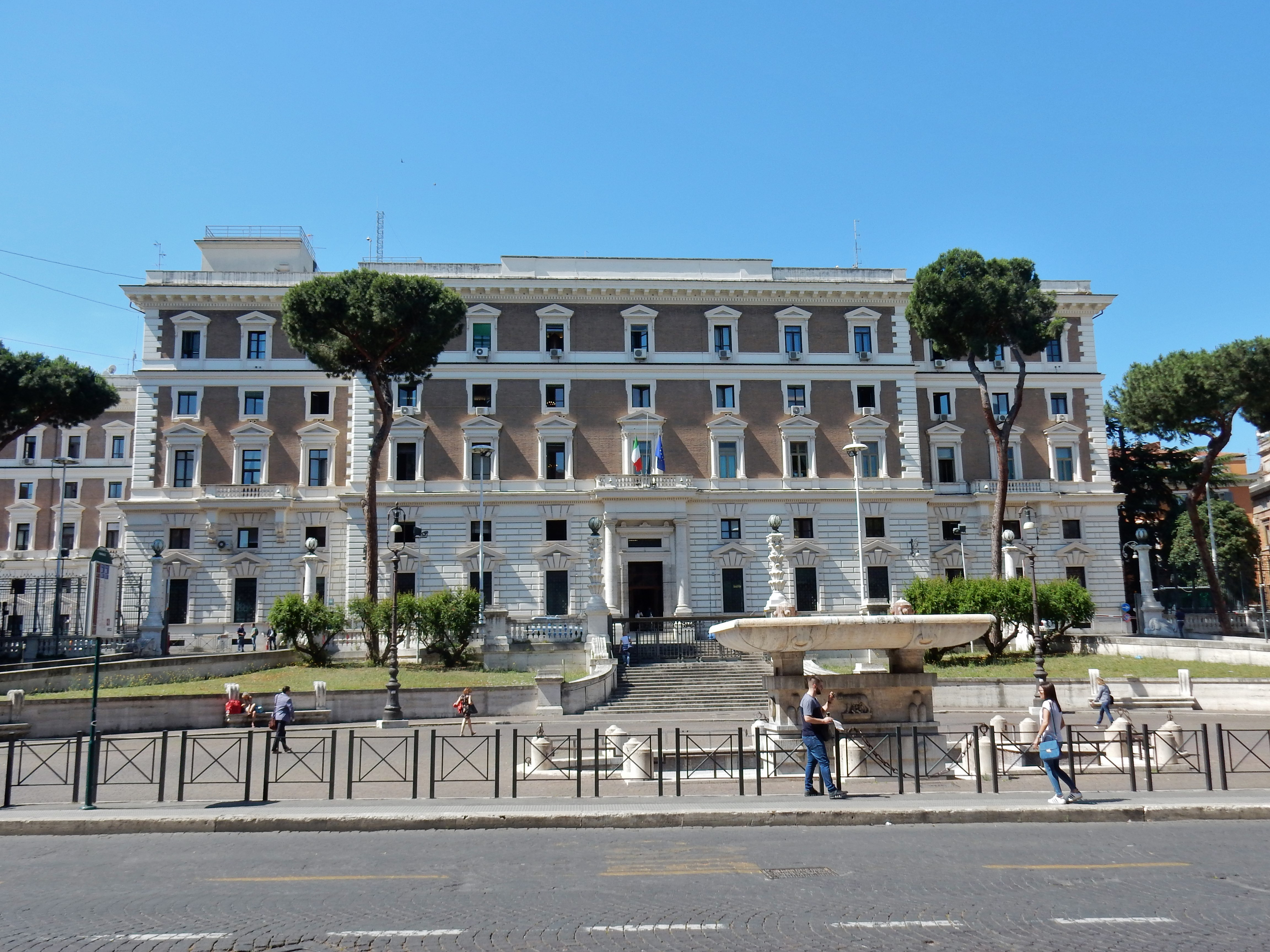
Vista do palácio.

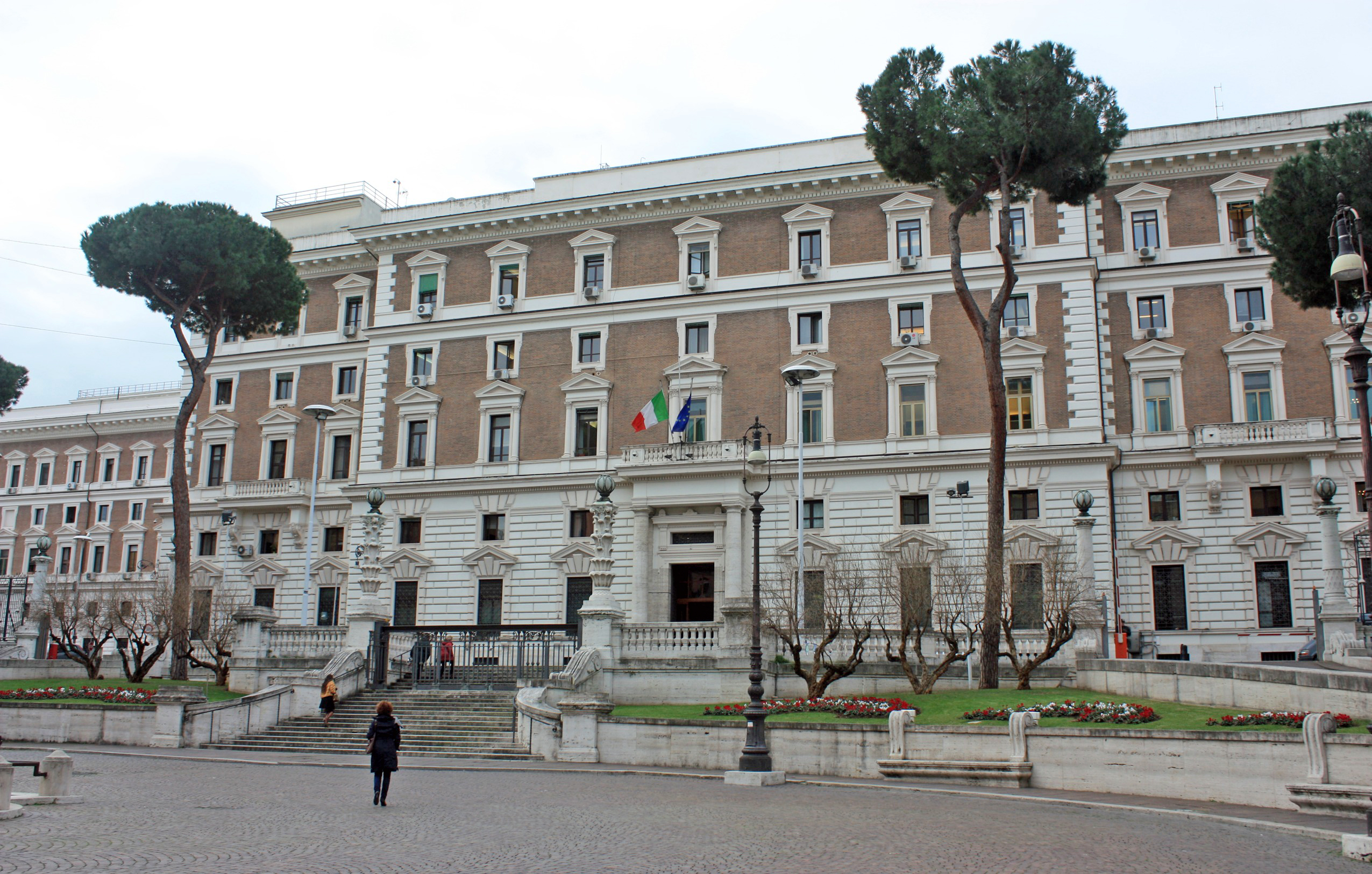
Vista do palácio.

Palazzo del Viminale é um palácio histórico localizado no rione Monti de Roma. O edifício serviu como escritório do primeiro-ministro da Itália e abriga o Ministério do Interior a partir 1925. Em 1961, o primeiro-ministro se mudou para o Palazzo Chigi.

## História
O palácio foi encomendado por Giovanni Giolitti, que o concebeu como centro nevrálgico do poder executivo italiano (na época, as funções de primeiro-ministro e ministro do interior eram exercidas pela mesma pessoa). O projeto, de 1911, é do arquiteto Manfredo Manfredi e foi oficialmente inaugurado em 9 de julho de 1925.

## Descrição
O Palazzo Viminale tem cinco andares e contém centenas de salas, ligadas uma série de corredores. A imponente entrada com três arcos do Palazzo della Presidenza, a escadaria de honra do Palazzo degli Uffici, a sala do Conselho de Ministros e o hall de entrada da escadaria no piso nobre, cujas decorações em madeira, mármore e estuque são particularmente notáveis.
Outras salas do ministério estão localizadas num complexo vizinho, ligado ao edifício principal por uma arcada. Os jardins no fundo do edifício o separam de outros prédios menores. Do lado oposto da fachada posterior está um pequeno palácio que abrigava o Instituto Real de Física, onde Enrico Fermi realizou muitas de suas experiências com os "Rapazes da Via Panisperna" (uma referência à saída mais próxima na Via Panisperna). Ali ficava também o Instituto Real de Química.
O edifício principal abriga muitas bibliotecas: a Libreria Centrale al Viminale, a Biblioteca della Direzione Centrale per l'Amministrazione del Fondo Edifici di Culto, a Biblioteca della Scuola Superiore dell'Amministrazione dell'Interno e a Biblioteca della Direzione Centrale per la Documentazione e la statistica.